# Perotrochus amabilis
Perotrochus amabilis (Bayer, 1963) é uma espécie de molusco gastrópode marinho da família Pleurotomariidae, nativa da região oeste do oceano Atlântico.

## Descrição
Perotrochus amabilis possui concha em forma de turbante, chegando a pouco mais de 9 centímetros. Fenda lateral, típica de Pleurotomariidae, estreita e curta. Escultura da superfície da concha constituída de estrias espirais bem frisadas. Coloração creme, com tons em amarelo, vermelho amarronzado e laranja. Interior da abertura, lábio interno e área umbilical, fortemente nacarados.

## Distribuição geográfica
São encontrados em águas profundas do oeste do oceano Atlântico (Golfo do México, Flórida e Brasil, chegando até o Rio Grande do Sul).

## Taxonomia
Perotrochus amabilis foi dividida em duas subespécies no início do século XXI: Perotrochus amabilis amabilis (Bayer, 1963) e Perotrochus amabilis coltrorum Rios, 2003; porém esta última subespécie é agora aceita como subespécie de outra espécie: Perotrochus quoyanus quoyanus (P. Fischer & Bernardi, 1856).